# Untold Festival
Untold Festival è il più grande festival di musica elettronica che si svolge in Romania. Ha vinto il premio di Best Major Festival agli European Festival Awards 2015 nell'anno del suo debutto.

## Storia

### Untold: Chapter I (2015)
La prima edizione si è svolta dal 30 luglio al 2 agosto 2015, anno in cui la città di Cluj-Napoca è stata Capitale europea dei giovani. Durante i 4 giorni l'affluenza è stata di circa 60000 persone al giorno. 
I principali artisti che si sono esibiti durante questa prima edizione sono stati: Armin van Buuren, Avicii, David Guetta, Dimitri Vegas & Like Mike.

### Untold: Chapter II (2016)
Se la prima edizione è stata una scommessa vinta, la seconda edizione è stata la sua consacrazione.
Superato il record di 300.000 persone, si è confermato il secondo festival dance a livello Europeo e forse il primo se si considera il clima di festa travolgente in un'atmosfera unica che coinvolge allo stesso modo sia i figli che i loro genitori.
L'edizione ha visto la partecipazione dei migliori DJ mondiali e di alcuni importanti band pop a livello mondiale.

### Untold: Chapter III (2017)
Con un budget di 10.000.000€ è diventato uno degli eventi principali della Romania e pienamente riconosciuto a livello Europeo. 
Sempre più ricca la partecipazione di Artisti internazionali e numerosa la partecipazione di pubblico giovani proveniente da tutti i paesi Europei.
Le oltre 70.000 persone presenti per la performance di Armin Van Buuren che ha continuato a suonare oltre il tempo stabilito, finendo in lacrime alle 8,15 del mattino, sono cose che resteranno per sempre nella storia della musica e nel cuore di chi era presente.

### Untold: Chapter IV (2018)
La 4ª edizione del Untold Festival si è svolta dal 2 al 5 agosto 2018. Quest'anno il budget stanziato per il festival è stato di 12 milioni di euro.
Oltre 85.000 persone erano presenti solo il primo giorno del festival, quando ospiti speciali erano la band The Chainsmokers, che è stata vista per la prima volta su un palcoscenico rumeno. Il record del pubblico è stato registrato il secondo giorno del festival attraverso un numero di 100.000 spettatori che hanno preso parte agli spettacoli messi in scena da Jason Derulo e dal DJ norvegese Kygo - anche per la prima volta in Romania.
Durante i 4 giorni del festival, oltre 200 artisti di fama hanno mantenuto l'atmosfera sul palco di Cluj-Napoca, tra cui Tiësto, Don Diablo, Parov Stelar, Mahmut Orhan, Will Sparks, Diplo, KSHMR, Afrojack, The Prodigy, Steve Aoki, Dimitri Vegas & Like Mike, Alesso, Tujamo, Danny Avila, Fedde le Grand, Black Eyed Peas e così via.
L'edizione di quest'anno è stata completata da Armin van Buuren, che ha superato il suo stesso record delle precedenti edizioni, mixando senza sosta per 7 ore fino alle 9:00 del mattino, quando è sceso dal palco per una sessione di autografi.
Nelle 4 serate hanno partecipato oltre 355.000 persone. 

### Untold: Chapter VII (2022)
La 7ª edizione del Untold Festival  

### Untold: Chapter VIII (2023)
La 8ª edizione del Untold Festival si è svolta dal 3 al 6 agosto 2023. 
Oltre 420.000 persone hanno assistito alle 4 serate. Oltre 110.000 persone erano presenti alla seconda serata con gli Imagine Dragons.
Durante i 4 giorni del festival, oltre 200 artisti di fama hanno mantenuto l'atmosfera sul palco di Cluj-Napoca, tra cui David Guetta,  Martin Garrix  e Armin van Buuren, che ha chiuso il festival suonando per oltre 6 ore. 
Untold è oramai uno dei principali festival a livello mondiale. 

### Untold: Chapter IX (2024)
La 9ª edizione del Untold Festival